# Richard Bock

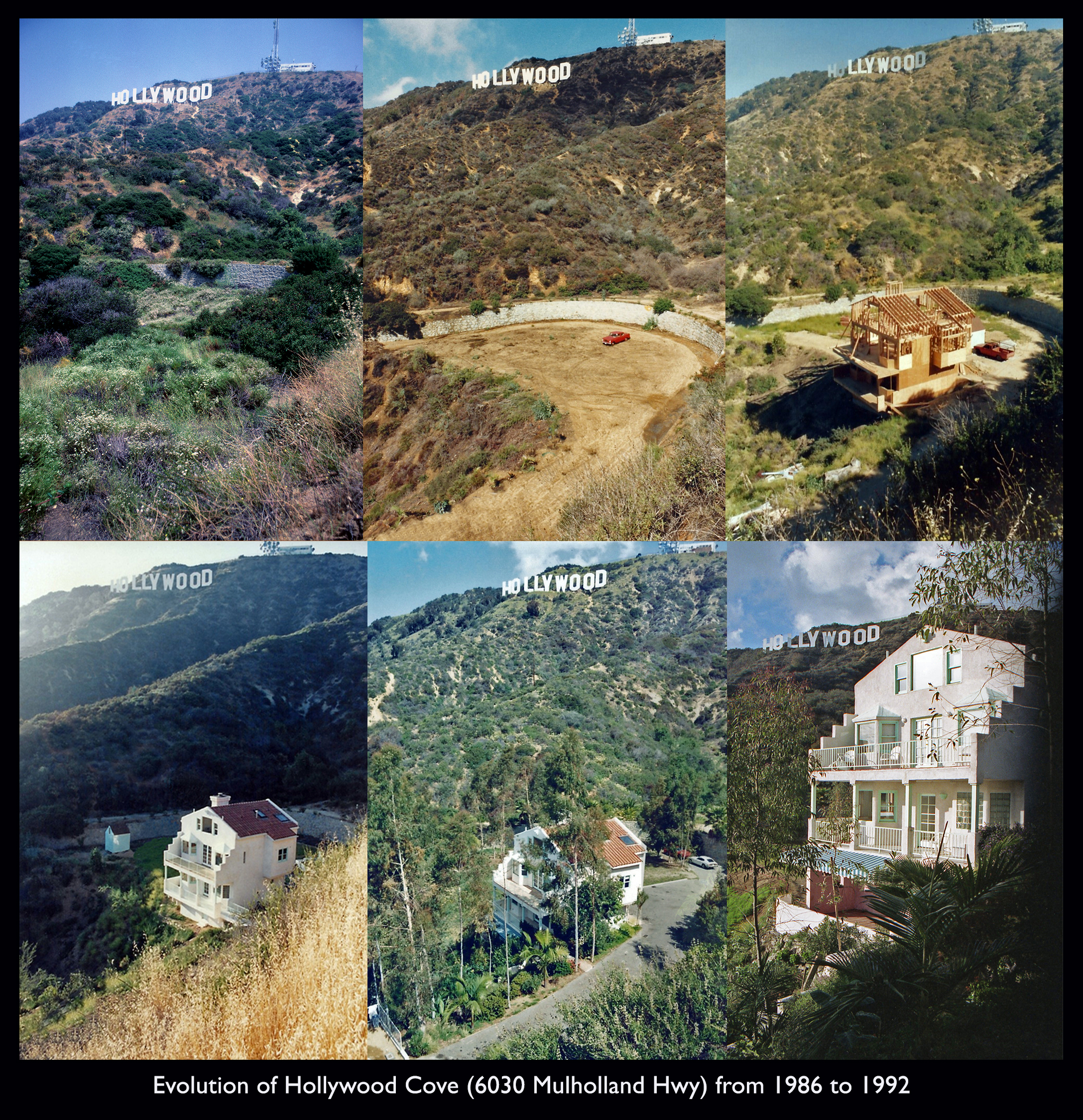
A famosa vista de um lugar que chegou a ser propriedade privada de Richard Bock.

Richard Bock (16 de julho de 1865 - 1949) foi um escultor alemão de origem norte-americana, adjunto de Frank Lloyd Wright.